# Horace Walker
Horace Walker (ur. 1838  – zm. 1908) – angielski wspinacz, prezydent brytyjskiego Alpine Club w latach 1891–1893. Był synem handlowca i alpinisty Francisa Walkera i bratem Lucy Walker, jednej z pionierek alpinizmu kobiecego.
Jego imieniem nazwano lodowiec (Horace Walker Glacier) i schronisko w Alpach Południowych w Nowej Zelandii.

## Pierwsze wejścia
- Barre des Écrins – towarzyszyli mu A. W. Moore i Edward Whymper, Michel Croz, Christian Almer i Christian Almer Jr., 25 czerwca 1864;
- Balmhorn – towarzyszyli mu ojciec, Francis Walker, siostra Lucy Walker oraz przewodnicy Jakob Anderegg i Melchior Anderegg, 21 lipca 1864;
- Piz Roseg – towarzyszyli mu A. W. Moore i Jakob Anderegg, 28 czerwca 1865;
- Ober Gabelhorn – towarzyszyli mu A. W. Moore i Jakob Anderegg, 6 lipca 1865;
- Pigne d’Arolla – towarzyszyli mu A. W. Moore i Jakob Anderegg, 9 lipca 1865;
- Mont Blanc Ostrogą Brenva – towarzyszyli mu George Spencer Mathews, A. W. Moore, Francis Walker, Jakob Anderegg i Melchior Anderegg, 15 lipca 1865;
- Grandes Jorasses – towarzyszyli mu Melchior Anderegg, Johann Jaun i Julien Grange, 30 czerwca 1868;
- Elbrus (główny wierzchołek - zachodni) – towarzyszyli mu F. Crauford Grove, Frederick Gardiner, Peter Knubel i Achija Sottajew, 20 lipca 1874.